# Убийство в Красном амбаре

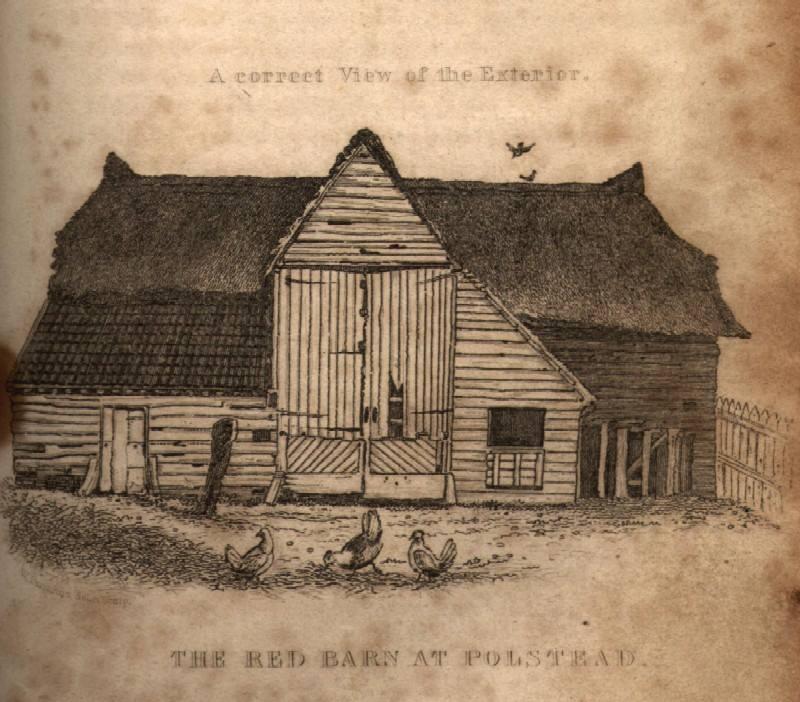
Место убийства — Красный амбар. Он получил своё название из-за красной черепичной крыши. На рисунке она видна слева от главной двери, остальная часть крыши покрыта соломой

Убийство в Красном амбаре — резонансное преступление, совершённое в 1827 году в Полстеде (графство Суффолк, Англия). Молодая женщина Мария Мартен (англ. Maria Marten) была застрелена своим любовником Уильямом Кордером (англ. William Corder). Они собирались бежать в Ипсуич, где планировали совершить тайное бракосочетание, и договорились встретиться в Красном амбаре. После этого Мария исчезла; Кордер пустился в бега. Хотя он посылал семье Мартен письма с утверждениями, что она пребывает в добром здравии, её тело было найдено закопанным в амбаре после того, как её приёмная мать сказала, что видела убийство во сне.
Кордера выследили в Лондоне, где он женился и начал новую жизнь. Его этапировали обратно в Суффолк; судебный процесс получил большой общественный резонанс. Кордера признали виновным и в 1828 году публично повесили в городе Бери-Сент-Эдмундс.
История получила большой общественный резонанс; помимо описаний в газетах, появились песни на тему злодеяния в Красном амбаре, и даже театральные пьесы. Деревня, в которой произошло преступление, стала туристической достопримечательностью. Пьесы и баллады о событии сохраняли популярность в течение столетия и всё ещё продолжают исполняться.

## Убийство

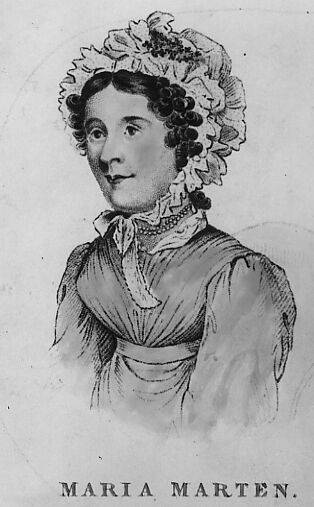
Изображение Марии Мартен в отчёте Кёртиса о деле. Моделью для рисунка послужила сестра Марии Энн, по рассказам она была очень на неё похожа

Мария Мартен родилась 24 июля 1801 года. Она была дочерью Томаса Мартена, ловца кротов из Полстеда, графство Суффолк. В марте 1826 года в возрасте 24 лет она вступила в связь с 22-летним Уильямом Кордером (1803 года рождения). Мария Мартен была привлекательной женщиной и в результате связей с соседями уже успела родить двух детей. Один из них, сын Томаса, старшего брата Уильяма, умер в младенчестве, другой по имени Томас Генри был жив к тому времени. Хотя отец Томаса Генри не желал общаться с Марией после рождения ребёнка, он время от времени посылал деньги на его содержание.
Уильям Кордер был сыном местного фермера и имел репутацию мошенника и ловеласа. В школе за своё лукавство он получил прозвище «Лисица». Кордер обманным путём продал свиней, принадлежащих его отцу, и хотя отец уладил дело без вмешательства властей, сын не изменил своего поведения. Позже он получил 93 фунта по поддельному чеку и помог местному вору Сэмюэлю «Красавчику» Смиту украсть свинью из соседней деревни. Когда местный констебль допрашивал Смита по поводу кражи, тот позволил себе высказывание о Кордере, оказавшееся пророческим: «Будь я проклят, если однажды его не повесят». (англ. I'll be damned if he will not be hung some of these days). После мошеннической продажи свиней Кордер был с позором отправлен в Лондон. Уильяма вызвали обратно в Полстед после того, как его брат Томас утонул, пытаясь перейти замёрзший пруд, и нужен был кто-то, кто заменит погибшего. Отец Кордера и трое братьев умерли один за другим в течение 18 месяцев, и Уильям с матерью остались управлять фермой.
Хотя Кордер хотел сохранить свои отношения с Марией в секрете, в 1827 году в возрасте 25 лет она родила ребёнка. Мария считала, что они с Кордером должны пожениться. Ребёнок умер (позднее в документах выдвигалось предположение, что он был убит), но по-видимому Кордер всё же собирался жениться на Марии. Летом в присутствии мачехи Марии Энн Мартен он предложил, чтобы Мария встретила его в Красном амбаре, откуда они должны были поехать в Ипсуич. Кордер заявил, что до него дошли слухи, будто приходские чиновники собираются начать судебное преследование Марии за её незаконнорождённых детей. Сначала он предложил бежать в среду вечером, но позже решил задержаться до вечера четверга. В четверг он снова задержался, в некоторых источниках упоминается, что причиной стала болезнь его брата, хотя большинство источников утверждает, что все его братья к этому времени умерли. На следующий день в пятницу 18 мая 1827 года он пришёл в коттедж Мартенов и, согласно показаниям Энн Мартен, заявил Марии, что они должны бежать немедленно, поскольку он услышал, что местный констебль Джеймс Балам получил ордер на её преследование. Позднее Балам заявил, что никогда не говорил Кордеру об ордерах. Осталось неизвестным: лгал Кордер или просто ошибался.
Мария беспокоилась, что не может бежать средь бела дня, но Кордер приказал ей переодеться в мужскую одежду, чтобы не вызвать подозрений, в то время как он отнесёт её вещи в амбар, где она встретит его и переоденется, после чего они отправятся в Ипсвич.
После ухода Кордера Мария отправилась в Красный амбар, расположенный на холме Барнфилд в полумиле от коттеджа Мартенов. Больше живой её никто не видел. Кордер тоже пропал, но позднее вернулся и заявил, что Мария находится в Ипсвиче или в Грейт-Ярмуте, или в другом месте поблизости. Он не может привести её обратно, поскольку она стала его женой, что может вызвать гнев её родственников и друзей. В итоге Кордеру пришлось уехать из-за давления со стороны общества. Кордер писал письма семье Мартен, где заявлялось, что они поженились и живут на острове Уайт. Он приносил извинения, что она сама ничего не пишет. Кордер давал различные объяснения этому: она болеет, повредила руку или что её письма затерялись.
Подозрения продолжали расти, мачеха Марии начала рассказывать о своих снах, в которых она видела, что Мария убита и похоронена в Красном амбаре. 18 апреля 1828 года она убедила мужа пойти в Красный амбар и раскопать один из бункеров для хранения зерна. Тот обнаружил останки своей дочери, упакованные в мешок. Тело сильно разложилось, но было всё ещё узнаваемым. Дознание проводилось в трактире Кок (который сохранился до наших дней) в Полстеде, где тело Марии было официально опознано её сестрой Энн. Волосы и некоторые детали одежды Марии были всё ещё узнаваемы, но известная особая примета жертвы — отсутствующий зуб, пропала вместе с челюстной костью. Были найдены доказательства причастности Кордера: его зелёный платок был обмотан вокруг шеи погибшей.

## Поимка

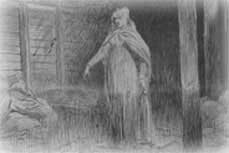
Призрак Марии указывает на её могилу. Когда Энн Мартен заявила, что увидела во сне месторасположение захоронения, дело обрело ещё большую популярность

Кордера нашли довольно легко. Констебль из Полстеда мистер Эйрс получил его старый адрес от друга и с помощью офицера лондонской полиции с Ламберт-стрит Джеймса Ли (позднее Ли возглавил расследование по делу Джека пружинки-на-пятах) выследил Кордера, который находился в женском интернате Брентфорда. Кордер управлял интернатом вместе со своей новой женой Мэри Мур, с которой познакомился через объявление, помещённое в газете The Times (на объявление откликнулись более сотни человек). Ли проник в интернат под предлогом что хочет поместить сюда свою дочь и захватил Кордера врасплох в его кабинете. Английский романист Томас Харди так описал его поимку в репортаже, написанном для Dorset County Chronicle:

…он сидел в кабинете (где завтракали четыре леди) одетый в халат; перед ним лежали часы, на которых он засекал время кипения яиц.
Оригинальный текст (англ.)
…in parlour with 4 ladies at breakfast, in dressing gown & had a watch before him by which he was 'minuting' the boiling of some eggs.
Ли отвёл Кордера в сторону и заявил, что ему предъявлено серьёзное обвинение и он может считать себя арестованным. На дальнейшие вопросы офицера Кордер отвечал, что вообще не знает Марию и ему ничего неизвестно о преступлении. При обыске в доме была найдена пара пистолетов, купленных предположительно в день убийства, письма от мистера Гарденера, которые могли содержать предупреждения, что преступление раскрыто, и паспорт полученный от французского посла. Это послужило доказательством того, что Кордер мог готовиться к бегству.

## Суд

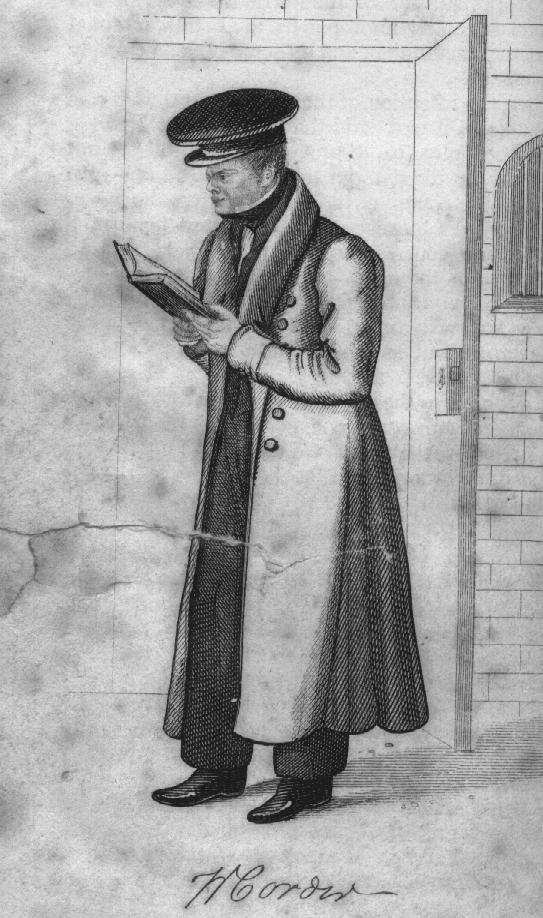
Уильям Кордер в ожидании суда

Кордера отвезли обратно в графство Суффолк. Суд над ним проходил в городе Бери-Сент-Эдмундс в здании правления графства (англ. County hall). Суд был отложен несколько дней ввиду всеобщего интереса, вызванного данным делом. Процесс начался 7 августа 1828 года. Городские отели начали заполняться уже 21 июля. Ввиду большого числа желающих присутствовать на заседаниях на суд пропускали только по билетам. Несмотря на это, чтобы попасть в зал заседаний судье и судебным чиновникам всякий раз приходилось прокладывать дорогу через толпу собирающуюся у дверей зала.
Главный судья Суда казначейства шеф-барон Александер (англ. Alexander) высказал недовольство освещением дела в печати, «нанёсшим очевидный ущерб подсудимому» (англ. to the manifest detriment of the prisoner at the bar). Тем не менее, The Times поблагодарила общественность за проявленный ею здравый смысл, выразившийся в единодушном признании Кордера убийцей Мартен.

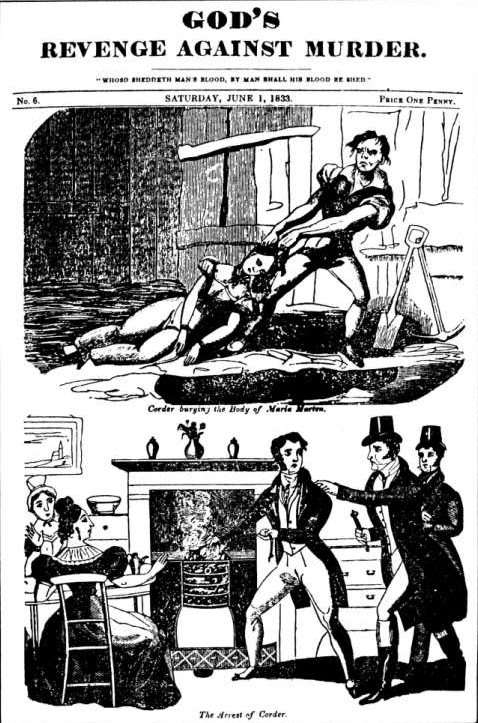
Иллюстрации из «грошового романа» издания 1833 года: Уильям Кордер, зарывающий тело Марии Мартен; арест Кордера офицерами полиции Эйрсом и Ли

На суде Кордер заявил о своей невиновности. Точную причину смерти Мартен установить не удалось. Считалось, что глазница убитой была пронзена острым предметом — возможно, короткой шпагой или кинжалом Кордера, — но эта же рана могла быть нанесена лопатой отца Мартен при извлечении тела из земли. Носовой платок Кордера, обмотанный вокруг шеи Мартен, не исключал возможности удушения, и в дополнение к получившейся путанице характер ран на теле жертвы приводил к предположению, что она была застрелена. В обвинительном заключении Кордеру вменялось «…убийство Марии Мартен путём преступного и умышленного простреливания её тела из пистолета, а также закалывания её кинжалом» (англ. …murdering Maria Marten, by feloniously and wilfully shooting her with a pistol through the body, and likewise stabbing her with a dagger). Во избежание вынесения судьёй постановления о «неправильном судебном разбирательстве» Кордеру были предъявлены обвинения сразу по девяти статьям, включая подделку ценных бумаг. (Согласно Джону Смиту — по десяти статьям.)
Энн Мартен вызвали в суд для дачи показаний о событиях дня исчезновения Марии и для рассказа о её дальнейших снах. Затем Томас Мартен рассказал суду, как откопал тело дочери. 10-летний брат Марии сказал, что перед предполагаемым убийством видел Кордера с заряженным пистолетом, а позднее заметил, как тот шёл от амбара с киркомотыгой. Офицер Ли дал показания по поводу ареста Кордера и предметов, найденных при обыске его дома. Обвинение заявило, что Кордер никогда не хотел жениться на Марии, но она знала о некоторых его преступных сделках, что дало ей власть над ним и между ними были трения, поскольку ранее он крал деньги, которые посылал Марии отец её ребёнка.
Кордер рассказал свою версию событий. Он признал, что находился в амбаре вместе с Марией, но заявил, что покинул амбар после разговора с ней. Он сказал что уходя из амбара слышал пистолетный выстрел и, прибежав в амбар, нашёл убитую Марию, рядом с её телом лежал один из его пистолетов. Он просил присяжных трактовать сомнения в его пользу, но те посовещавшись только 35 минут, вернулись с обвинительным вердиктом. Судья Александер приговорил Кордера к повешению и к последующей диссекции.

Вас отведут обратно в тюрьму откуда привели, в следующий понедельник вас выведут оттуда, [приведут] на место казни и там вы будете повешены за шею и [будете висеть] пока не умрёте, затем ваше тело будет вскрыто и анатомировано и пусть всемилостивый бог в своей бесконечной доброте помилует вашу душу!
Оригинальный текст (англ.)
That you be taken back to the prison from whence you came, and that you be taken from thence, on Monday next, to a place of Execution, and that you there be hanged by the Neck until you are Dead; and that your body shall afterwards be dissected and anatomized; and may the Lord God Almighty, of his infinite goodness, have mercy on your soul!
Следующие три дня Кордер провёл в тюрьме, мучаясь над вопросом, не сознаться ли в преступлении и чистосердечно покаяться в своих грехах перед Богом. После нескольких встреч с тюремным капелланом, просьб его жены и призывов его тюремщика и начальника тюрьмы Джона Отриджа он сознался в преступлении. Кордер решительно отрицал, что заколол Марию и заявил, что нечаянно выстрелил ей в глаз когда она снимала с себя свою маскировку.

### Казнь

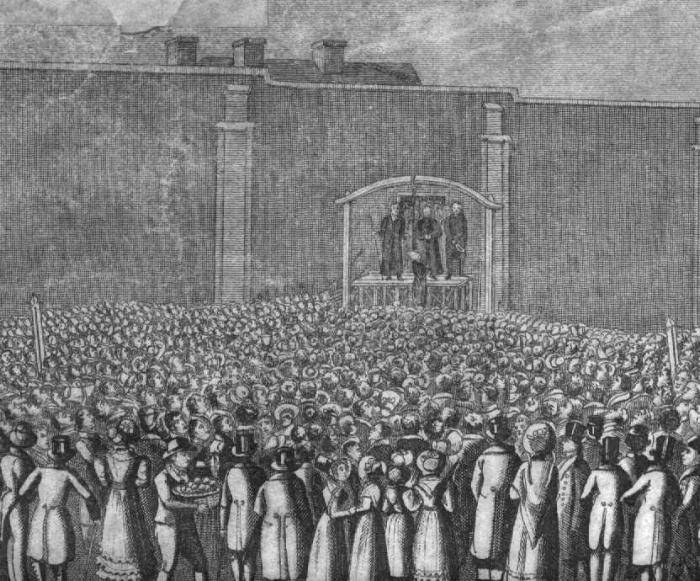
Казнь Уильяма Кордера

11 августа 1828 года Кордера отвели на виселицу города Бери-Сент-Эдмундс, он был, по-видимому, слишком слаб, чтобы стоять без посторонней помощи. Незадолго до полудня Кордер был повешен перед огромной толпой. По заявлению одной из газет, присутствовало 7 тыс. зрителей, по оценкам другой — 20 тыс. По настоянию начальника тюрьмы, перед тем, как ему на голову надели колпак, он произнёс слабым голосом: «Я считаю себя виновным, моё наказание справедливо, я заслужил свою судьбу и да помилует Бог мою душу». (англ. I am guilty; my sentence is just; I deserve my fate; and, may God have mercy on my soul)
Через час его тело было снято с виселицы палачом Джоном Фокстоном. Согласно своим правам он потребовал брюки и чулки казнённого. Тело отнесли обратно в зал суда в здании городской администрации, где оно было вскрыто вдоль брюшной полости, чтобы выставить на обозрение мускулы. Людям было позволено находиться в зале суда до закрытия дверей в шесть часов. Согласно «Norwich and Bury Post» свыше 5 тыс. чел. встало в очередь, чтобы посмотреть на тело.
На следующий день было проведено вскрытие и расчленение тела в присутствии врачей и студентов Кембриджа. Чтобы продемонстрировать сокращение мышц, к конечностям Кордера была подключена батарея. Была вскрыта грудина и исследованы внутренние органы. Возникла полемика, стало ли удушение причиной смерти — согласно докладам, грудь Кордера продолжала подниматься и опускаться в течение нескольких минут после повешения, поэтому вероятной причиной смерти было предложено сдавление спинного мозга. Поскольку скелет Кордера должен был быть собран после вскрытия исследовать мозг было невозможно, вместо этого хирурги согласились провести френологическое исследование черепа. Исследователи утверждали, что череп Кордера был сильно развит в областях «скрытности, стяжательства, разрушительности, плодовитости и подражательств» с некоторыми свидетельствами «доброжелательства или почитания». Бюст Кордера, сделанный Чайлдом из г. Банги, Суффолк, в качестве пособия по френологическому исследованию был помещён в Moyse’s Hall Museum города Бери-Сент-Эдмундс. Скелет был собран и использовался как учебное пособие в West Suffolk Hospital. Было сделано несколько посмертных масок, копия одной из них находится в Moyse’s Hall Museum. В музее также находятся предметы суда и некоторые личные вещи Кордера. Кожа Кордера была выдублена хирургом Джорджем Кридом и использована в качестве материала для переплёта отчёта об убийстве.
Скелет Кордера был выставлен на обозрение в Хантеровском музее королевского хирургического колледжа рядом со скелетом Джонатана Уайлда. В 2004 году кости Кордера были убраны с выставки и кремированы.

### Слухи
После завершения судебного процесса были высказаны сомнения в правдивости рассказа, снов мачехи, судьбе ребёнка Марии и Уильяма. Мачеха была всего лишь на год старше Марии, и ходили слухи о том, что Энн Мартен и Кордер были в связи, и они планировали убить Марию, чтобы продолжать встречаться без препятствий. Говорили, что ревность мачехи стала мотивом для обнаружения тела и её видения были просто обманом, поскольку она начала видеть сны спустя только несколько дней после женитьбы Кордера на Марии.
Ходили слухи и о смерти ребёнка Кордера и Марии. Оба они говорили, что похоронили умершего ребёнка в городке Садбури графства Суффолк, но никаких записей и следов могилы ребёнка не было обнаружено. В своём письменном признании Кордер указал, что в день убийства Марии они спорили, будет ли обнаружено место погребения.
В XX веке после того как исследователь и писатель Дональд Маккормик выпустил книгу «The Red Barn Mystery» поднялась новая волна слухов. Автор упомянул о некоторых интересных фактах, включая доселе неизвестное знакомство между Кордером и Томасом Гриффитсом, фальшивомонетчиком и отравителем, в то время, когда Кордер находился в Лондоне и что актриса Кэролайн Палмер, часто игравшая в мелодраме, поставленной по мотивам этого дела и расследования, пришла к выводу, что, возможно, Кордер не убивал Марию, а убийцей могла быть местная цыганка. Тем не менее, исследования Маккормика, других полицейских и криминальных историй остаются под вопросом, и этот вывод не был принят большей частью исследователей.

## Общественный интерес

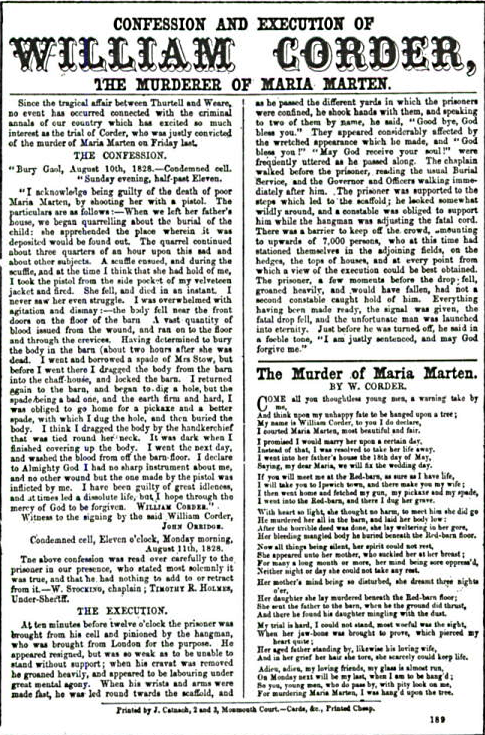
Листовка издательства Джеймса Катнача, извещающая об «исповеди и казни» Уильяма Кордера (1828). Разошлась тиражом свыше 1 млн копий

В деле об убийстве Марии Мартен присутствовали все составляющие, необходимые для возбуждения пристального интереса общества: преступный помещик и несчастная девушка, живописное место убийства, сверхъестественный элемент в виде вещих снов мачехи убитой, работа детективов Эйрса и Ли (который стал прототипом детектива Фароса Ли — собирательного образа из анонимной пьесы «Мария Мартен, или Убийство в Красном амбаре»), новая жизнь Кордера, начавшаяся с объявления о поисках спутницы жизни. Ажиотаж вокруг преступления породил целую небольшую промышленность по производству сувениров и бульварных сочинений, так или иначе связанных с историей убийства.
Пьесы уже ставились, когда Кордер ожидал суда. После казни неизвестный автор опубликовал мелодраму по мотивам убийства (ставшую предшественницей сборника Newgate novels. Мелодрама быстро стала бестселлером. Тема убийства в красном амбаре вместе с рассказами о Джеке Шеппарде и о других разбойниках с большой дороги, ворах и убийцах стала популярным сюжетом дешёвых пьес исполняемых для развлечения низших классов в пропитанных джином задних комнатах трактиров. После казни издатель Джеймс Катнач продал свыше миллиона экземпляров газет-листовок. Катнач описал детали признания Кордера и казни и включил в газету сентиментальную балладу предположительно написанную самим Кордером. Более вероятно, что автором баллады был сам Катнач или кто-то из его служащих. Во время казни появилось по меньшей мере пять баллад.
Благодаря атмосфере волнения в ходе судебного процесса и общественного спроса на произведения, созданные по мотивам убийства, были написаны и распространены множество произведений содержащих различные версии убийства, что создало сложности при разделении действительно имевших место фактов и мелодраматических украшений для читателей того времени. На основе официальных документов были созданы хорошие судебные отчёты. Лучшим судебным отчётом признаётся работа журналиста Джеймса Кёртиса, который провел время с Кордером и две недели прожил в Полстеде, опрашивая жителей, которых коснулось это убийство. Свою книгу «The Mysterious Murder of Maria Marten» он опубликовал сразу после окончания судебного процесса. Кёртис по-видимому уже настолько ассоциировался с делом, что художник одной из газет выполняя требование нарисовать обвиняемого изобразил его больше похожим на Кёртиса чем на Кордера.
Куски верёвки, на которой был повешен Кордер, продавались по гинее за штуку. Кусок скальпа Кордера вместе с ухом был выставлен в магазине на Оксфорд-стрит. Прядь волос Марии была продана за две гинеи. Полстед стал туристической достопримечательностью, туристы приезжали даже из Ирландии. По оценке Кёртиса только в 1828 году Полстед посетили 200 тыс. чел. особый интерес вызывали Красный амбар и коттедж Мартен. Амбар был ободран на сувениры, со стен были содраны доски, которые были проданы на зубочистки. Амбар планировалось снести после суда, однако он простоял до 1842 пока не сгорел дотла. Даже могильный камень Марии на кладбище церкви Св. Марии был в итоге совершенно разбит и уничтожен охотниками за сувенирами. Продавались керамические модели и наброски. Сочинялись песни, одна из них была исполнена в операх Ральфа Воан-Уильямса Hugh the Drover и Five Variants of Dives and Lazarus.
Скелет Кордера был выставлен на обозрение в стеклянном шкафу в West Suffolk Hospital и снабжён особым механизмом: когда кто-либо подходил достаточно близко, скелет указывал на коробочку для сборов. Череп позднее забрал доктор Килнер, желавший добавить его к своей обширной коллекции памятных вещей события в Красном амбаре. После постигшей его серии несчастий Килнер пришёл к убеждению, что над черепом тяготеет проклятие и передал его своему другу Хопкинсу. Тем не менее, несчастья продолжали преследовать обоих друзей и в итоге они оплатили погребение черепа по христианским обычаям в надежде избегнуть предполагаемого проклятия.

## В массовой культуре
Интерес общества к делу не угасал ещё долго. Пьеса «Мария Мартен, или Убийство в Красном амбаре» (англ. Maria Marten; or The Murder in the Red Barn), существовавшая в различных анонимных версиях, стала сенсацией в середине XIX столетия и была возможно наиболее часто исполняемой пьесой в то время. Чтобы справиться с возросшим спросом хозяевам пип-шоу существовавших в викторианскую эпоху пришлось снабдить свои ящики, демонстрирующие сцены убийства дополнительными отверстиями, . В пьесах викторианской эпохи наблюдается тенденция изображения Кордера в виде хладнокровного чудовища, охотившегося за Марией и другими невинными жертвами, её собственная репутация, как и репутация её детей от других отцов, была очищена. Кордер изображался стариком. Чарльз Диккенс опубликовал отчёт об убийстве в своём журнале «Круглый год» (англ. All the Year Round), хотя сначала он ответил отказом, полагая, что история приобрела слишком большую известность, а рассказ мачехи о её снах скорее выдуман.
В XX веке история несколько утратила популярность; тем не менее, по её мотивам было снято пять фильмов. Среди них можно отметить фильм «Мария Мартен, или Убийство в Красном амбаре» (англ. Maria Marten or Murder in the Red Barn; 1935) с Тодом Слотером в роли Кордера. Фильм был показан в США в несколько урезанном виде, и фильм-драму канала Би-би-си «Мария Мартен» (англ. Maria Marten) с Пиппой Гард в главной роли. В 1953 рассказ в художественной обработке был включён в радиосериал Crime Classics канала CBS. В 1991 году британский драматург Кристофер Бонд написал мелодраматическую сценическую версию с элементами политики и народной сказки.
В конце 2013 года театральная аудиокомпания Wireless Theatre Company выпустила радиоспектакль The Legend Of Springheel’d Jack, основой сценария послужил оригинальный диалог взятый из мелодраматического рассказа викторианской эры «The Murder in the Red Barn». Текст прочитали актёры Мэтью Вудкок (англ. Matthew Woodcock) и Нейл Фрост (англ. Neil Frost).
Преступление послужило источником вдохновения для создания таких произведений как альбом No Roses группы The Albion Band (1971), содержащий народную песню «Murder of Maria Martin»; более современную песню Тома Уэйтса «Murder in the Red Barn» (написанную вместе с женой Кэтлин Бреннан), включённую в альбом 1992 года Bone Machine, и песню Кэтрин Робертс и Шона Лейкмана «The Red Barn», вошедшую в альбом 2004 года. Во втором альбоме упоминается об убийстве. Песня «Maria Martin» из альбома народной музыки White Swans Black Ravens была записана вживую в Moyse’s Hall Museum. В декабре 2011 года фолк-группа из Эссекса The Owl Service создала песню «Red Barn».
События убийства стали темой второй серии сериала телеканала BBC One A Very British Murder: A National Obsession (2013) с ведущей Люси Уорсли, которая также опубликовала книгу-компаньон «Чисто британское убийство».

## Комментарии
1. ↑  Иногда указывалось другое имя: Мария Мур однако надпись в журнале Кордера и последовавшие отчёты подтвердили тот факт, что её звали Мэри. В первых газетных заметках сообщалось, что она увидела объявление Кордера в витрине кондитерской. Неизвестно, является ли это правдой, однако не вызывает сомнений тот факт, что Кордер получал ответы на объявление в газете «Таймс», экземпляр которой содержится в отчёте Кёртиса по делу.
2. ↑  
Судья может аннулировать судебный процесс до вынесения вердикта, на юридическом языке это называется неправильным судебным разбирательством

Судья может объявить о неправильном судебном разбирательстве по следующим причинам:
  - Суд определяет, что данное дело не попадает под его юрисдикцию
  - Доказательства представлены не по правилам
  - Должностное преступление совершённое одной из сторон процесса, присяжным или посторонним лицом если это препятствует надлежащей правовой процедуре.
  - Коллегия присяжных не может вынести вердикт с требуемой степенью единодушия
  - Дисквалификация присяжного заседателя если нет дополнительного присяжного и истцы не согласны чтобы процесс продолжался с оставшимися присяжными.

Объявление о неправильном судебном разбирательстве обычно означает что суд проведёт новый судебный процесс над тем же обвиняемым.
Оригинальный текст (англ.)
A judge may cancel a trial prior to the return of a verdict; legal parlance designates this as a mistrial.

A judge may declare a mistrial due to:
  - The court determining that it lacks jurisdiction over a case,
  - Evidence being admitted improperly,
  - Misconduct by a party, juror,[1] or an outside actor, if it prevents due process,
  - A hung jury which cannot reach a verdict with the required degree of unanimity
  - Disqualification of a juror after the jury is impaneled, if no alternate juror is available and the litigants do not agree to proceed with the remaining jurors.

A declaration of a mistrial generally means that a court must hold a retrial on the same subject.
3. ↑  На внутренней стороне обложки отчёта по делу сделанной из выдубленной кожи Кордера, написана от руки острота: в ночь казни в театре Друри-Лейн ставили «Макбета». После строки «Казнён ли Кавдор?» мужчина с галёрки выкрикнул: «Да! Он был повешен утром в Бери».
4. ↑  Источники указывают различные количества проданных экземпляров. Чаще упоминаются числа в 1 160 000 или 1 600 000 экземпляров. По утверждению Катнача было продано свыше 1 650 000 экземпляров[22].
5. ↑  В ноябре 2007 года на первой странице издания «Ист-Англиан Дейли Таймс» появилось сообщение о пожаре, который едва не уничтожил коттедж Мартен. Очевидцы заметили в дымоходе здания огонь, угрожавший «знаковому суффолкскому коттеджу», ныне используемому в качестве мини-гостиницы. Впрочем, пожарные сумели спасти около 80 % соломенной крыши[30].
6. ↑  В Британии сценарий прошёл через фильтр Совета киноцензоров, который был готов утвердить его лишь при условии исключения сцены казни. Сцена всё же была снята, однако члены совета настояли на её удалении до показа фильма[33]. В американской версии были вырезаны сцены, акцентировавшие внимание на беременности Мэри, а также эпизоды, в которых употреблялись слова «шлюха» (англ. slut) и «девка» (англ. wench). Была укорочена и сцена её погребения. В штатах Виргиния и Огайо в версиях фильма, разрешённых к распространению были удалены ещё некоторые сцены [35].